# Potsdamer Tor

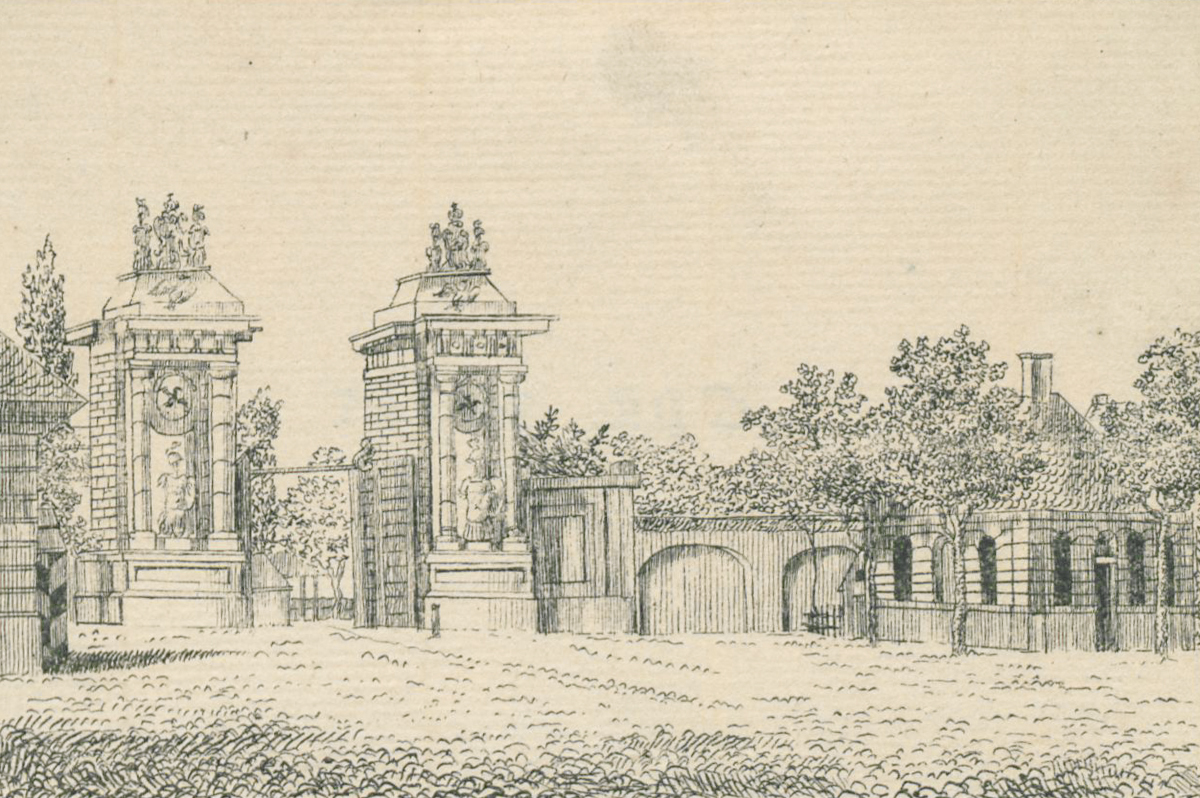
Porten omkring år 1740.

Potsdamer Tor var en stadsport i Berlins tullmur, ursprungligen uppförd 1734 vid den plats där Leipziger Strasses västra ände idag mynnar i Potsdamer Platz.
I samband med att stadsbebyggelsen i Friedrichstadt utökades fram till platsen under Fredrik Vilhelm I av Preussens regering anlades en tullmur omkring Berlin som ersatte de gamla renässansfästningsvallarna. Den ursprungliga porten i barockstil bestod av två sandstenspelare med utsmyckningar i form av kolonner och krigstroféer. Innanför porten anlades ett åttakantigt torg, kallat Octogon, dagens Leipziger Platz. Härifrån ledde landsvägen mot Potsdam, dagens Alte Potsdamer Strasse, åt sydväst. Porten kallades länge Neues Leipziger Tor, för att skilja den från den gamla Leipziger Tor som låg i trakten av Spittelmarkt vid Leipziger Strasses östra ände. 

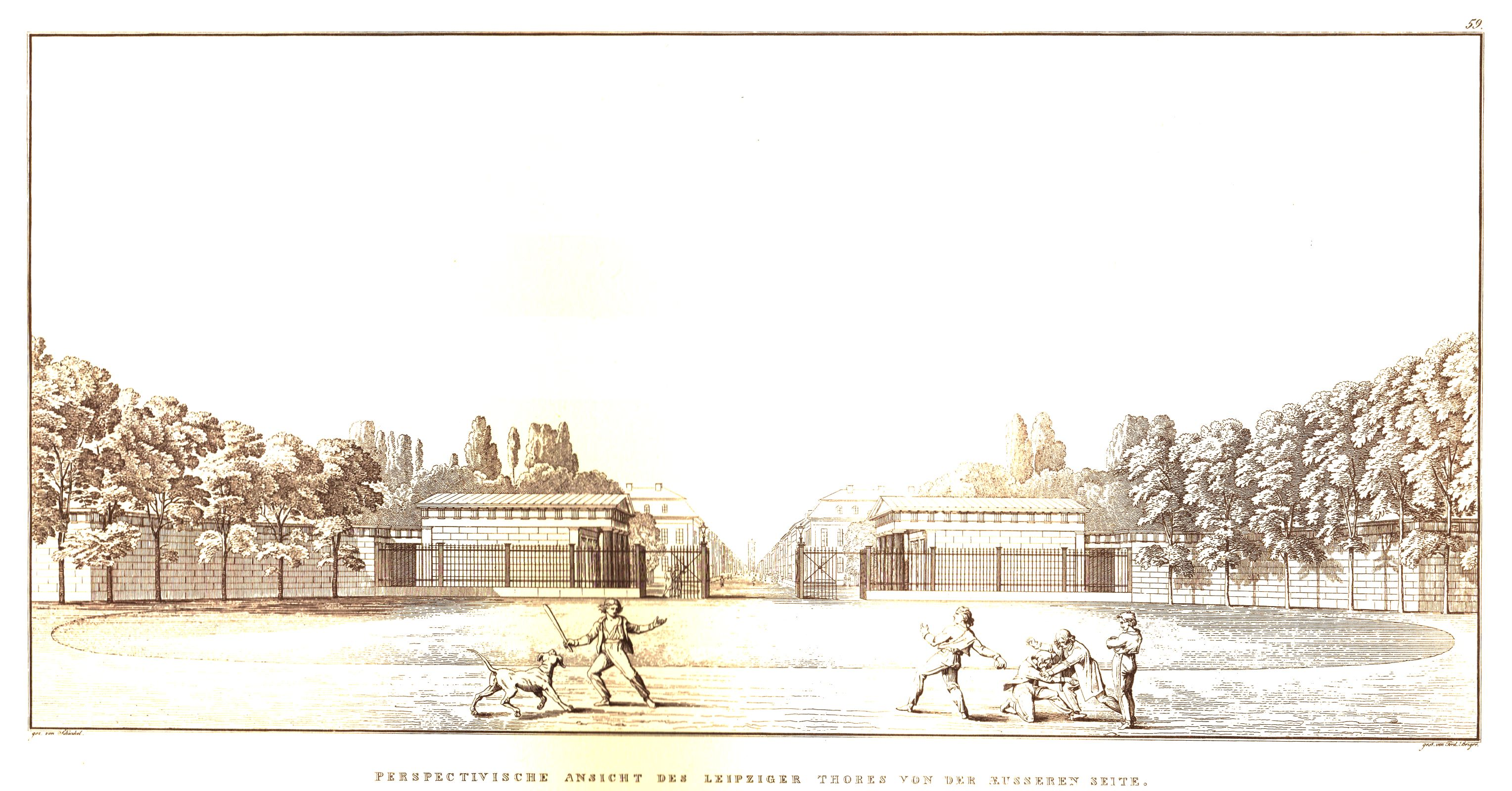
Karl Friedrich Schinkels planer för ombyggnaden av Potsdamer Tor, vy österut mot Leipziger Platz..

Den äldre barockporten ersattes 1824 med en nybyggnad i nyklassicistisk stil, ritad av Karl Friedrich Schinkel. Den nya porten bestod av två motstående tempelliknande byggnader med fyra kolonner mot gatan. Byggnaderna förlades närmare staden än den gamla barockporten och istället anlades en plats med gröna planteringar utanför porten vid dagens Potsdamer Platz. Porthusen användes ursprungligen som vakthus respektive tullhus, och den egentliga porten var en grind i ett järnstaket tvärs över gatan.

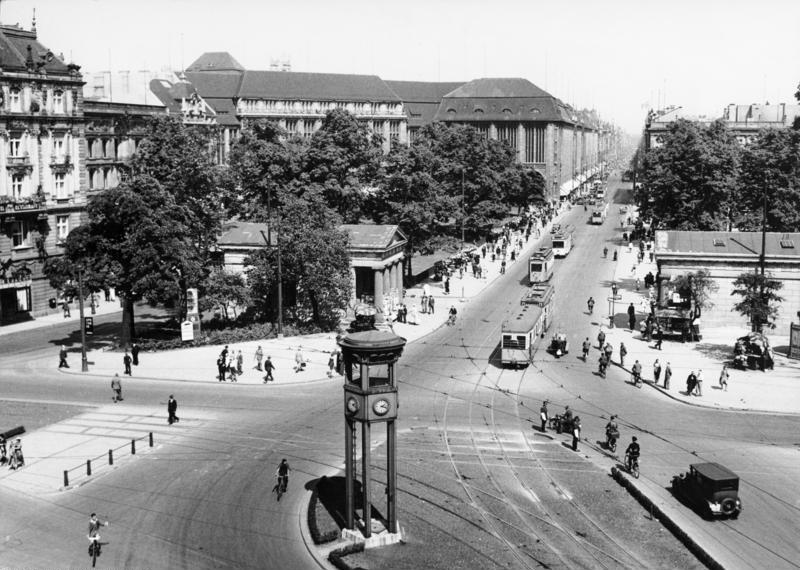
Potsdamer Tor omkring år 1930, vy från Potsdamer Platz mot Leipziger Platz.

När tullmuren revs 1867 blev porthusen kvar i statlig ägo. Det södra porthuset, med adressen Leipziger Platz 1, låg i anslutning till Hotel Fürstenhof och användes på 1930-talet som offentligt rörpost-, telegraf- och telefonkontor. Det norra porthuset stod framför Palast-Hotel och inrymde rörpostens och telegrafens drifttekniska mellanstation för området. I andra världskriget förstördes porthusen till större delen och ruinerna jämnades med marken 1961 i samband med att Berlinmuren byggdes över platsen.
I samband med att området kring Potsdamer Platz nygestaltades efter Berlinmurens fall fanns ett förslag om att återuppföra två moderna porthus på ömse sidor om Leipziger Strasse, ritade av Oswald Mathias Ungers; dessa planer realiserades aldrig och på porthusens platser finns idag två nedgångar till Potsdamer Platz underjordiska järnvägsstation.